# Disparition d'un Boeing 707 de Varig
Le 30 janvier 1979, un Boeing 707 de Varig disparaît à quelque 200 km au nord-est de Tokyo, au Japon, 30 minutes après le décollage. 
L'avion cargo, un Boeing 707-323C de la compagnie brésilienne Varig ramenait à Rio de Janeiro, après une exposition à Tokyo, des toiles de maître du peintre brésilien Manabu Mabe d'une valeur estimée à 1,24 million de dollars.
Ni l'appareil, ni les six membres d'équipage ni la cargaison n'ont été retrouvés.

## Historique

### Avion
L'avion impliqué est un Boeing 707-323C, numéro de construction 19235, numéro de ligne 519, livré à American Airlines sous le numéro d'enregistrement N7562A le 31 août 1966. Il est vendu ensuite à Varig et livré sous le numéro d'enregistrement PP-VLU le 28 mars 1974. L'avion était motorisé par quatre moteurs Pratt & Whitney JT3D-3B.

### Équipage
Le commandant de bord Gilberto Araújo da Silva, 56 ans, le copilote Erni Peixoto Mylius, 45 ans, les officiers en second Antonio Brasileiro da Silva Neto, 39 ans, et Evan Braga Saunders, 37 ans, et les ingénieurs navigants José Severino Gusmão de Araújo, 42 ans, et Nicola Exposito, 40 ans, étaient les membres d'équipage.
En 1973, Gilberto Araújo da Silva était le pilote d'un Boeing 707 transportant 134 personnes qui s'était écrasé dans un champ (atterrissage d'urgence en raison d'un incendie), près de l'aéroport de Paris-Orly et fit 123 morts (vol Varig 820). En 1979, au moment de la disparition, il avait plus de 23 000 heures de vol. Ses enfants ont longtemps espéré que leur père avait pu survivre au crash et se réfugier sur une île déserte.

## Accident
Le 30 janvier 1979, le Boeing 707-323C cargo enregistré sous le numéro PP-VLU effectuait le vol Varig 967 entre l'aéroport international de Narita à Tokyo et l'aéroport international de Rio de Janeiro/Galeão au Brésil. L'avion perdit le contact radio 30 minutes après le décollage, environ à 200 km au nord-est de Tokyo.
L'avion cargo transportait 53 œuvres (ou 153, selon les sources) du peintre brésilien Manabu Mabe qui revenaient d'une exposition à Tokyo, pour une valeur totale estimée à 1,24 million de dollars de l'époque. Ni l'épave, ni les corps, ni la cargaison n'ont été retrouvées.
L'accident a été attribué à une dépressurisation de la cabine qui aurait entraîné la mort de l'équipage.

## Incidents similaires
- Vol Flying Tiger Line 739
- Vol MH 370
- Disparition d'un Boeing 727 en Angola en 2003
- Hawaii Clipper (en)
- Disparition du Star Tiger de la BSAA (en) et Disparition du Star Ariel de la BSAA (en)
- Disparition du Douglas DC-3 NC16002 (en)
- Disparition du Douglas DC-4 de la Canadian Pacific Air Lines (en)
- Disparition du Avro York de la Skyways (en)